# Interlok (pletenina)
Interlok je textilie ze dvou vzájemně prostoupených zátažných pletenin.

## Interloková vazba

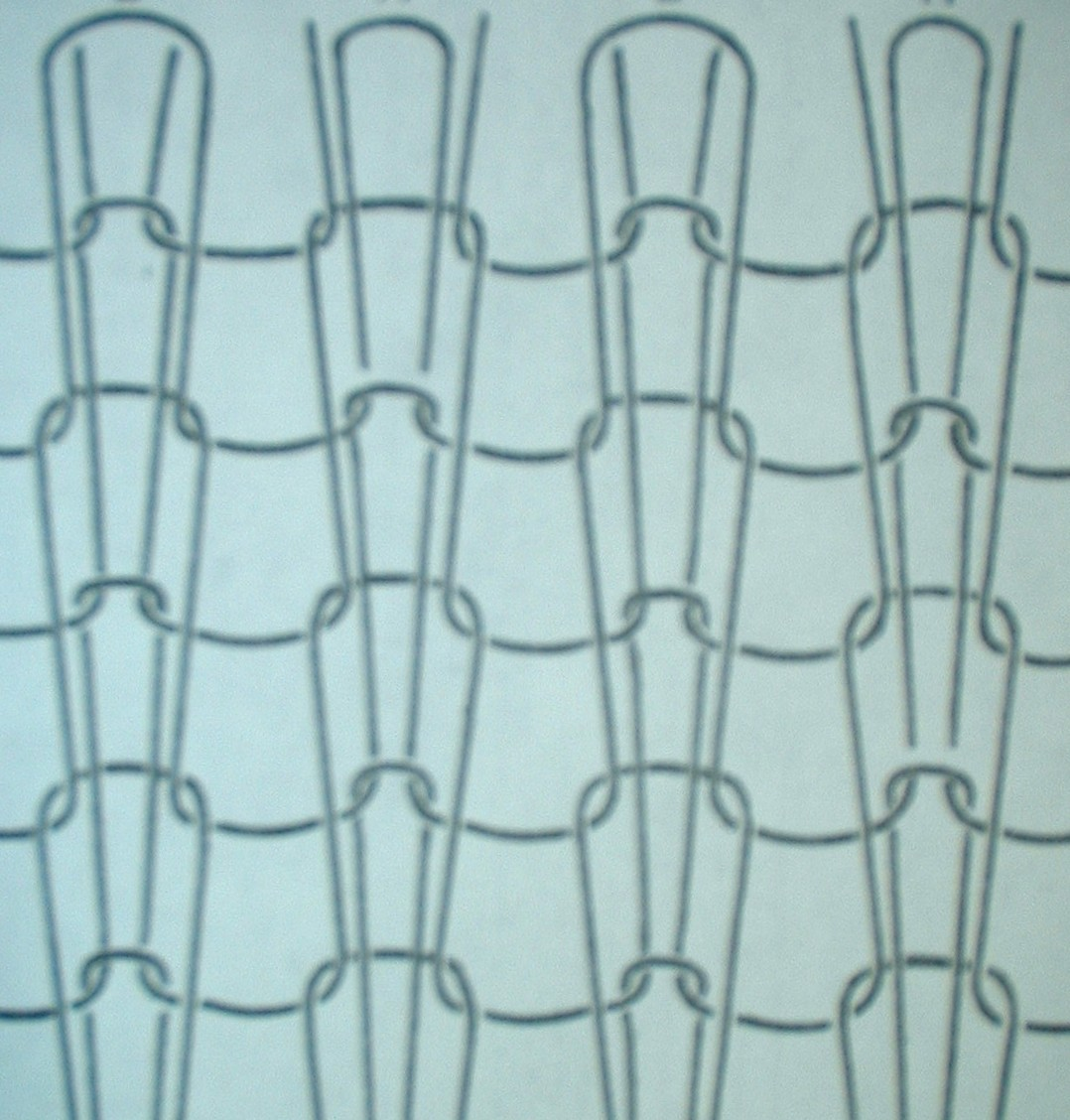
Hladká interloková vazba

Dvě jehlová lůžka okrouhlého pletacího stroje stojí přesně v jedné linii proti sobě, takže se nedají současně vysouvat. Při pletení řádku střídavě nepracuje každá druhá jehla protilehlého lůžka. Tak vznikají dva vzájemně propletené oboulícní řádky, jejichž platinová očka se překřižují. Na obou stranách jsou viditelná jen lícní očka, posunutá o polovinu výšky očka ve vedlejším sloupci (jak je naznačeno na nákresu vpravo), a povrch pleteniny působí jako hladká plocha. Roztažnost pleteniny do šířky dosahuje až 40 %. Ke známým variantám paří např. interlok 2x2 (2 dlouhé a 2 krátké jehly), Bourrelet, Cortina, Cross Miss, dvojitý chyt, dvojitý perlový chyt, interlok jednostranně krytý, Evermonte, výplňkový interlok  
Podle některých odborníků tvoří interlokové vazby zvláštní skupinu zátažných vazeb (vedle jednolícních, oboulícních a obourubních).

## Výroba a použití interlokové pleteniny
K výrobě se hodí jednoduché nebo skané příze skoro ze všech běžných textilních materiálů, ze kterých vzniká hustá pletenina. Hotové, většinou jednobarevné výrobky se používají na svrchní ošacení, košile, trička, svetry, tepláky, ložní prádlo.

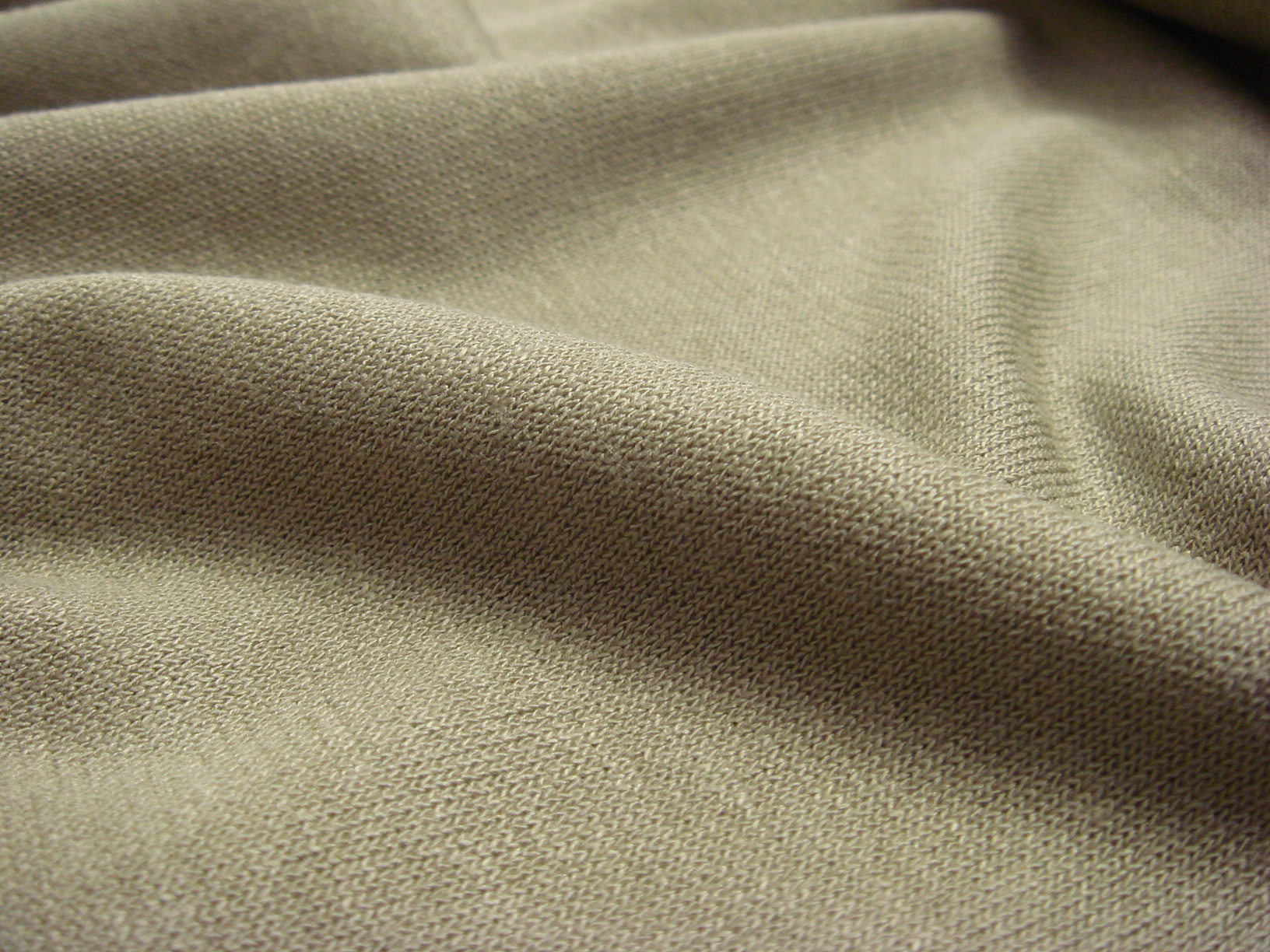
Interloková pletenina

Pleteniny se vyrábějí většinou na okrouhlých strojích velkého průměru (7-20 jehel / cm), na kterých se jedno jehelní lůžko otáčí na válci a druhé (nad ním) na talíři. Kolínka jehel jsou vedena v drážkách tzv. zámků, tvarem drážky je vymezeno postavení jehly v každé fázi pletení. Např. stroje o průměru 76 cm mohou zhotovit při 35 ot./min. až 60 metrů pleteniny za hodinu.
Interlok se vyrábí také na plochých strojích se dvěma jehlovými lůžky. Lůžka jsou navzájem postavena  v pravém úhlu.
Nejstarší patent na interlokový stroj pochází z roku 1908 od Američanů Scotta a Williamse. První stroj (s vačkovým mechanizmem) specializovaný na výrobu interlokových pletenin na trh v roce 1930.